# Giovanni Marinoni (pittore)
Giovanni Marinoni (Desenzano al Serio, precedente al 1440 – precedente il 1508) è stato un pittore italiano attivo sul territorio bergamasco con la sua bottega. Molte delle sue opere andarono perdute nelle ricostruzioni del XVII e XVIII secolo di molte chiese, restando a documentazione solo le committenze e i relativi pagamenti negli archivi parrocchiali e nell'archivio di Stato di Bergamo.
- La dinastia della bottega Marinoni 
  - Zanin de Marinonibus
  - Antonii de Desentiano
  - Giovanni Marinoni (doc. 1440/1508 circa)
  - Bernardino Marinoni (doc. 1508/1533 circa)
  - Antonio Marinoni (doc. 1474/1541 circa)
- La bottega di Antonio Marinoni
  - Ambrogio e Francesco (doc. 1515/1550 circa)

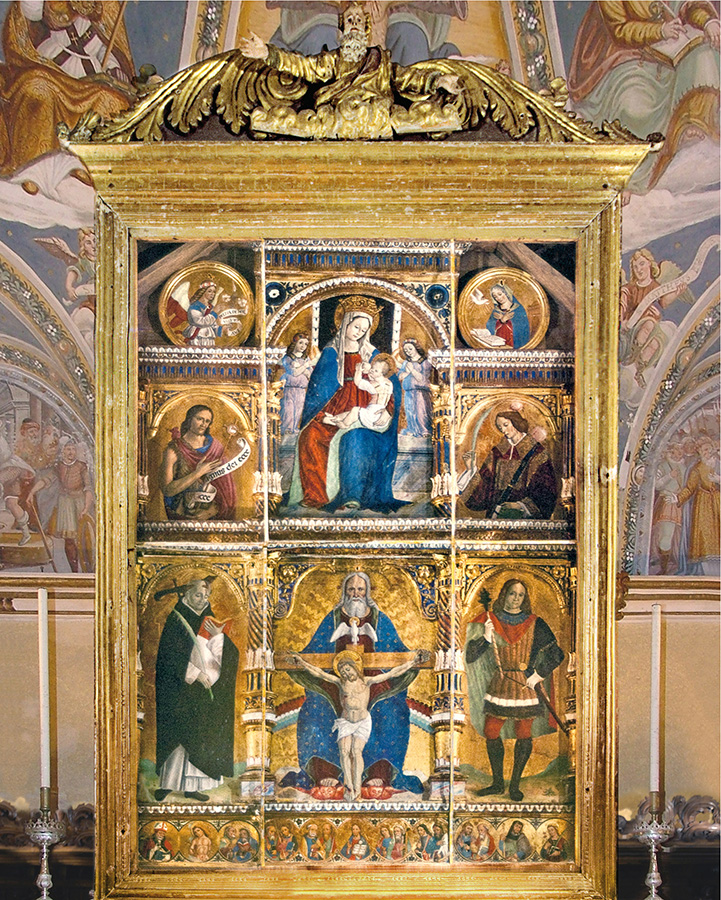
Polittico della Trinità

## Biografia
Giovanni Marinoni, era filius magistri Antonii de Desentiano olim Zanin de Marinonibus (figlio del maestro Antonio di Desenzano di Marinoni), era quindi figlio di pittore, e con lui ebbe inizio una bottega familiare di artisti.
Non si conoscono i suoi natali ma se il primo documento che lo cita è un atto redatto il 7 luglio 1455, nella chiesa di Sant'Andrea di Bracca in qualità di testimone nella stesura di un inventario della chiesa., si considera che avesse quindi raggiunto la maggiore età. Il giorno 11 del medesimo mese fu indicato in un atto di compravendita di panni-lana sempre nella medesima chiesa di Sant'Andrea a Bracca. Probabilmente Giovanni era presente perché stava svolgendo il suo ruolo di pittore e per questo inserito come testimone delle parti inventariate, mentre sicuramente era attivamente coinvolto per gli atti di compravendita

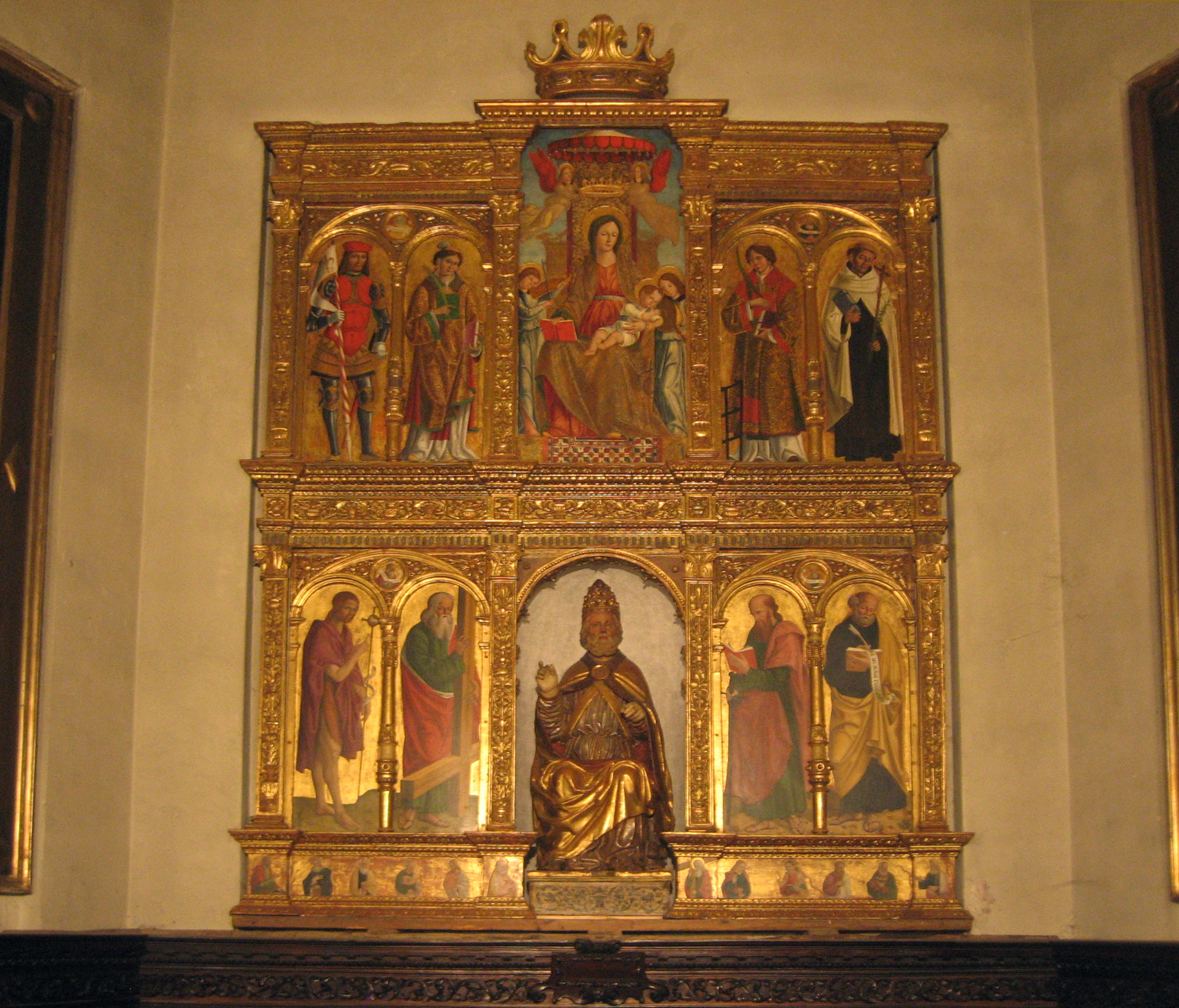
Polittico di San Pietro opera di Giovanni Marinoni e Pietro Bussolo.

Giovanni Marinoni il 14 novembre 1503 fece testamento, da questo si desume che dalla moglie Giovannina ebbe sette figli, Bernardino e Antonio nominati come eheredes e succesores universales, inoltre dovevano gestire le proprietà delle due sorelle Caterina e Margherita, due figli frati carmelitani del convento della Ripa, Facoto, diventato fra Giuliano e Simone diventato fra Patrizio. Risulta che ci fosse un altro figlio definito naturale, Pietro, al quale il Marinoni aveva lasciato eredità con un precedente testamento. La divisione fu certamente complessa per poter lasciare ai due figli maschi che proseguivano nella sua attività, la bottega che era per loro indispensabile, lasciando fuori da questa gli altri figli che avevano intrapreso attività differenti.
Abitò tutta la vita a Desenzano dove risulta presente nella bottega di pittura fino ai primi anni del XVI secolo. Il suo legame con il convento della Ripa dove avevano preso i voti carmelitani i suoi figli, e dove chiese di essere sepolto come pure la moglie che lo aveva preceduto.
Non è dato conoscere la data di morte del pittore ma dai lavori eseguiti dai suoi figli si desume che fosse morto nel 1508.

### Pietro Marinoni
Se dei due figli che proseguirono l'attività paterna si ha una buona documentazione, scarse e frammentarie sono invece quelle su Pietro, dichiarato figlio naturale il quale intraprese probabilmente l'attività di mercante di animali. Documenti che vanno dal 1508 al 1509 raccontano però di un pittore, un atto rogato dal notaio Francesco Borella del 10 marzo 1508 cita: magistro Pietro filio quondam magistri Johannis pictoris de Disenzano. Un ulteriore atto del 3 aprile 1510 Pietro cede ai due fratelli un appezzamento di terra con l'impegno di ricomprarla, probabilmente necessitava di liquidità, ma quale terreno non lo potrà mai ricomperare.
Pietro possedeva sicuramente un'abitazione con apotheca (bottega-magazzino) che dovette rivendere e ricomperare. Un atto descrive la bottega come dotata di due aperture e non lontana dalla fucina che era sulla strada che collegava con Bergamo. Si suppone che facesse anche una secondaria attività di fabbro nella fucina, i Marinoni, infatti, facevano parte della discendenza dei Fei, famiglia di fabbri. Fu quindi una persona polivalente ma che visse anche un periodo di ristrettezze economiche. Ebbe un figlio Silvano che sposò Caterina figlia di Jacono dei Signori di Comenduno che gli diede due figli, Bartolomeo e Jacobo che alla sua prematura morte furono dati in affido tutelare ai figli dello zio Antonio.

## Le opere

### Opere perse
La prima documentazione che fa riferimento alla sua attività artistica è una ricevuta di pagamento a suo favore per aver tinteggiato alcune croci, il documento è conservato nell'archivio parrocchiale della Basilica di Santa Maria Assunta di Gandino.
Dal 1477 la sua presenza è registrata in molte chiese della Val Gandino, anche per lavori ritenuti minori come la ricoloratura di croci lignee.
Il 27 luglio 1473 ottenne la commessa di affrescare il presbiterio della chiesa parrocchiale di san Giacomo a Somendenna che era diventata parrocchia autonoma solo il 13 marzo 1462. Il Marinoni ottenne quindi la commissione per la realizzazione di un ciclo di affreschi, poi andato perduto. Questa commissione era sicuramente di rilievo, il pittore fu quindi inserito ad uno  status sociale superiore tanto da essere inserito quale membro dell'assemblea cittadina di Desenzano, presente nei documenti di una assemblea del 23 giugno 1475, e nel 1476 fra i rappresentanti cittadini che si recarono a Bergamo a chiarire una vertenza per le riparazioni del ponte sul Serio.
Il 25 aprile 1477 firmò il contratto per la commissione degli affreschi della cappella della chiesa di sant'Antonio di Peia che era stata edificata nel 1429. La cappella fu adornata dall'artista di numerosi affreschi, così come l'arco trionfale. I lavori sono andati tutti persi dopo la riedificazione della chiesa nel XVIII secolo.
Del 29 dicembre 1481 è un contratto con la chiesa di Santa Maria di Vertova e della cappella della Trinità in località Duda. Questa cappella fu demolita nel 1968 e gli affreschi strappati e collocati preso il museo parrocchiale..
Il 19 settembre 1484 ottenne la commissione per la realizzazione di alcuni affreschi per la chiesa di San Giovanni di Casnigo. La commissione è molto dettagliata e precisa e richiedeva il termine dei lavori con la relativa valutazione entro un anno. Si susseguono atti e pagamenti, oltre a quello precedente del 1483 che citava una probabile pala d'altare. Contrariamente un documento di sollecito del 12 marzo 1492, quindi ben anni dopo, al Marinoni, per la finitura di una ancona destinata all'altare maggiore della medesima chiesa per hinc ad festum Nativitatis Domini Nostri Iesu Christi proxime venturum. Questo lavoro potrebbe essere identificato nel polittico di san Giovanni presente nel Museo Bagatti Valsecchi di Milano che fu firmato dal pittore con i figli Bernardo e Antonio e datato 1º giugno 1493. La chiesa fu riedificata nel 1618 andarono così persi tutti questi lavori.
Del 31 dicembre 1494 fu firmata dal figlio Antonio che si dichiarava ventenne a nome del padre Giovanni, la commissione per la ricoloratura di una ancona raffiguranti san Francesco e santa Cecilia, per la chiesa di Santa Maria delle Grazie di Gandino,. La commissione indicherebbe la realizzazione del disegno preparatorio proprio nella bottega marinoniana, almeno per la parte che doveva essere colorata, disegno che sembra sia stato conservato da Pietro da Bielle, frate del convento. L'ancona fu completata con due ante laterali apribili raffiguranti a destra San Francesco che riceve le stimmate a sinistra Santa Chiara..
Del 1498 la realizzazione di una Pietà dal pittore nella chiesa di San Pietro a Desenzano, per l'altare di san Bernardino. L'attribuzione al Marinoni nasce da un documento che nominerebbe l'opera eseguita dal medesimo che aveva realizzato il ciclo delle storie di san Bartolomeo nella chiesa omonima. La chiesa venne ampliata nel XV e XVI secolo, facendo perdere quest'opera.

### Opere rimaste
- 1492: martirio di san Bartolomeo conservato nella chiesa omonima datato 23 aprile 1492. L'attribuzione al pittore albinese nasce da una comparazione di quest'opera con gli affreschi conservati della chiesa di Casnigo.
- 1493: il Polittico di San Giovanni Battista conservato al Museo Bagatti Valsecchi dove nel pannello laterale destro vi è la scritta JOHES DEDISENZANO CUM DUOBUS BNARDINO ET ANTONIO HOC TOTUM OPUS FECIT PINZIT:DIE PRIMA JUNI. Il pittore si fece aiutare dai due che ormai avevano formato la bottega Marinoni con lui. Nella bottega si compiva non solo opera di pittura ma mettevano a disposizione anche artisti che potessero realizzare ancone e intagli in legno, è di questo tempo la collaborazione con Pietro Bussolo, il famoso scultore ligneo milanese.[16]
- Affreschi dell'antica chiesa di Sant'Andrea a Mornico al Serio[17].
- Il 30 ottobre 1493, il Consorzio della Misericordia Maggiore provvedeva al pagamento per lavori di affrescatura della chiesa e doratura di una ancona dedicata alla Madonna per la chiesa di San Giuliano. Affreschi rinvenuti nella chiesa potrebbero riferirsi a questi lavori[18].
- 1495-1497: pittura e doratura dell'Ancona di San Bartolomeo, opera lignea realizzata da Pietro Bussolo.
- 1506: affreschi e gli ex voto della chiesa della Madonna della Neve di Bondo Petello riconducibili alla bottega di Desenzano e un'Annunciazione posta sulla facciata esterna.
- primi anni del '500: due tavole raffiguranti i santi Pietro, Giovanni Battista, Alberto carmelitano e Alessandro di Bergamo conservati nella sacrestia della chiesa di Sant'Alessandro in Colonna a Bergamo.
- 1511 circa, Polittico della Trinità per la chiesa della Santissima Trinità di Casnigo eseguiti con il figlio Antonio.